# Seznam děkanů Fakulty stavební Vysokého učení technického v Brně
Toto je seznam děkanů Fakulty stavební Vysokého učení technického v Brně.
| 1. Jan Sobotka (1900–1901) 2. Josef Líčka (1901–1902) 3. Josef Bertl (1902–1903) 4. Gustav Červinka (1903–1904) 5. Vladimír Novák (1904–1905) 6. Karel Vandas (1905–1906) 7. Adolf Štys (1906–1907) 8. Ferdinand Herčík (1907–1908) 9. Karel Hugo Kepka (1908–1909) 10. Jaroslav Jiljí Jahn (1909–1910) 11. Emil Mašík (1910–1911) 12. Karel Hugo Kepka (1911–1912) 13. Josef Rieger (1912–1913) 14. Adolf Štys (1913–1914) 15. Michal Ursíny (1914–1915) 16. Augustin Semerád (1915–1916) 17. Vincenc Hlavinka (1916–1917) 18. Miloslav Pelíšek (1917–1918) 19. Vladimír Novák (1918–1919) 20. Karel František Šimek (1919–1920) 21. Adolf Štys (1920–1921) 22. Jan Vojtěch (1921–1922) 23. Jan Zavadil (1922–1923) 24. Michal Ursíny (1923–1924) 25. Bohumil Kladivo (1924–1925) 26. Ota Veletovský (1925–1926) 27. Karel Čupr (1926–1927) 28. Jaroslav Syřiště (1927–1928) 29. Juraj Hronec (1928–1929) 30. Vincenc Hlavinka (1929–1930) 31. František Müller (1930–1931) 32. František Zeman (1931–1932) 33. František Janda (1932–1933) 34. Bohumil Kladivo (1933–1934) 35. Adolf Štys (1934–1935) 36. Jan Zavadil (1935–1936) 37. Jan Dokládal (1936–1937) 38. Ladislav Záruba (1937–1938) 39. Otakar Gartner (1938–1939) 40. Jan Bažant (1939–1940) odbor uzavřen 41. Jan Bažant (1945) 42. Karel Jůva (1945–1946) 43. Josef Sekla (1946–1947) 44. Konrád Hruban (1947–1948) 45. Josef Grňa (1948–1950) 46. Ladislav Záruba (1950–1952) 47. Stanislav Kratochvíl (1952–1953) 48. Jan Cablík (1953–1954) 49. Miroslav Bayer (1954–1955) 50. Ladislav Záruba (1955–1956) 51. Ferdinand Lederer (1956–1957) 52. Josef Vaverka (1957–1959) 53. Jan Cablík (1959–1960) 54. Zdeněk Alexa (1960–1963) 55. Miloslav Tejc (1963–1970) 56. František Hromádka (1970–1973) 57. František Bartek (1973–1976) 58. Matěj Pokora (1976–1982) 59. František Přibyl (1982–1985) 60. Jindřich Melcher (1986–1990) 61. Alois Materna (1991–1997) 62. Ladislav Štěpánek (1997–1999) 63. Jaroslav Puchrík (1999–2003) 64. Petr Štěpánek (2003–2010) 65. Rostislav Drochytka (2010–2018) 66. Miroslav Bajer (2018–2022) 67. Rostislav Drochytka (od 2022) | Odbor kulturního inženýrství 1. Michal Ursíny (1908–1909) 2. Karel Vandas (1909–1910) 3. Karel Zahradník (1910–1911) 4. Miloslav Pelíšek (1911–1912) 5. Vincenc Hlavinka (1912–1913) 6. Karel Engliš (1913–1914) 7. František Weyr (1914–1915) 8. Josef Rieger (1915–1916) 9. Karel František Šimek (1916–1917) 10. Jaroslav Jiljí Jahn (1917–1918) 11. Augustin Semerád (1918–1919) 12. Michal Ursíny (1919–1920) 13. Vladimír Novák (1920–1921) 14. Karel Vandas (1921–1922) odbor sloučen s odborem stavebního inženýrství |